# Књижевна награда Невен
Књижевна награда Невен је установљена давне 1955. године, и има за циљ подстицање стваралаштва за децу, неговање израза на српском језику и ћириличном писму као и афирмацију аутора и најуспешнијих остварења за децу у протеклој години. Најстарија и најзначајнија награда из области стваралаштва за децу у Републици Србији додељује се за белетристику, илустрацију књиге - сликовнице и књигу из области популарне науке.
Награду „Невен“ додељује организација Пријатељи деце Србије, невладина и непрофитна организација, организација волонтера - родитеља, просветних, научних, културних и јавних радника који своје знање, љубав и слободно време поклањају деци. Организација свој програм заснива на Конвенцији о правима детета, посебно на правима детета из области игре и стваралаштва, слободног времена, културе. У тој функцији је и награда „Невен“.
Награда „Невен“ је својеврсна историја књижевности за децу. Импозантан је списак њених добитника. Награду чине: изузетно скупоцена повеља (чији је аутор Душан Петричић - добитник награде „Невен“) и новчани износ.

## Додела награде „Невен“
Награда се додељује сваке године, за претходну годину, у октобру месецу у Дечјој недељи.
Организација Пријатељи деце Србије објављује конкурс у Политици. На конкурс обично приспе између тридесет и четрдесет наслова. Образује се жири за белетристику, популарну науку и илустрацију који чита књиге. Чланови жирија си истакнути писци и илсутратори, као и професори факултета за дечју књижевност и професори који се баве науком. Након исчитаних књига закаже се састанак жирија који на трећој седници доноси одлуку о томе ко је добио награду НЕВЕН за претходну годину. Организација у јуну месецу пресује цвет невена, који је саставни део повеље, која се уручује добитницима на додели награде. Обезбеђује се кожа за повељу а професор Александар Додик са Ликовне академије, пише текст за повељу.
У октобру, у току Дечје недеље, у Свечаној сали Скупштине града организује се свечаност на којој присуствује око 100 званица и уз пригодан програм који воде истакнути глумци уручује се награда добитницима.
Свечаност поводом доделе награде НЕВЕН објаве скоро све медијске 
куће а пропраћена је и кроз текстове и репортаже у штампаним медијима, кроз бројна гостовања представника Пријатеља деце Србије и чланова жирија у електронским медијима (радио и тв станице), интервјуе са лауреатима (штампани и електронски медији) и објављивање на web порталима (www.nadlanu.com, www.seecult.org и www.myserbia.net , www.probjave.com , www.creemaginet.com ), на сајтовима Министарства културе и Града Београда.